# Zb-26
La ZB-26 era una metralladora lleugera txecoslovaca desenvolupada durant la dècada de 1920, que va ser utilitzada per les forces armades de diversos països. Va ser principalment utilitzada durant la Segona Guerra Mundial i va donar origen als models Zb 27, 30 i 33. La Zb-26 va influir en el disseny de moltes altres metralladores lleugeres, com les FM 24/29, Bren i Tipus 99. A més és molt reputada per la seva fiabilitat, pieces simples, canó de canvi rapid i facilitat de producció.